# Johann August Heinrich Tittmann
Johann August Heinrich Tittmann, född 1773, död 1831, var en tysk teolog. Han var son till Karl Christian Tittmann samt far till Karl August och Friedrich Wilhelm Tittmann. 
Tittmann blev extra ordinarie professor i filosofi i Leipzig 1796 och professor i teologi där 1800. Tittmanns ståndpunkt var en rationellt mildrad supranaturalism, vilken på den tid, då rationalismen härskade, ansågs för ortodoxi. Han var en framstående talare och utmärkte sig genom den lätthet och säkerhet, med vilka han behandlade praktiska saker. Detta ådagalade han i synnerhet som universitetsrektor samt genom det sätt, varpå han i kritiska tider – exempelvis under den napoleonska invasionen – antog sig stadens och universitetets intressen. Bland Tittmanns många teologiska arbeten väckte i synnerhet Ueber supranaturalismus, rationalismus und atheismus (1816) stort uppseende. Han anmärker där, att den rena rationalismen, för såvitt som den förklarar det förnuftsvidrigt att antaga en gudomlig uppenbarelse, över huvud inte alls kan tro på någon Guds verksamhet i världen. Måste förnuftet förneka verkligheten av en gudomlig uppenbarelse, emedan det inte kan anse någonting för sant, som inte kan begripas, så kan det inte heller erkänna Guds varande, väsende och verksamhet, ty även dessa är obegripliga. Den rena rationalismen, följdriktigt genomförd, leder därför till ateism. Bland Tittmanns övriga arbeten kan nämnas Encyklopädie der theologischen Wissenschaften (1795) samt Theokles (en dialog om tron på Gud; 1799), Theon (en dialog om odödligheten; 1801) och Ueber die Vereinigung der evangelischen Kirchen (1818), där han bekämpade det sätt, varpå man i Preussen genomförde den protestantiska unionen.